# Iglesia de Santa Marina (Cuéllar)
La iglesia de Santa Marina fue un templo católico de la localidad española de Cuéllar, en la Segovia. Construida en estilo mudéjar, data del siglo XIII y en la actualidad únicamente se conserva su torre de ladrillo.

## Descripción

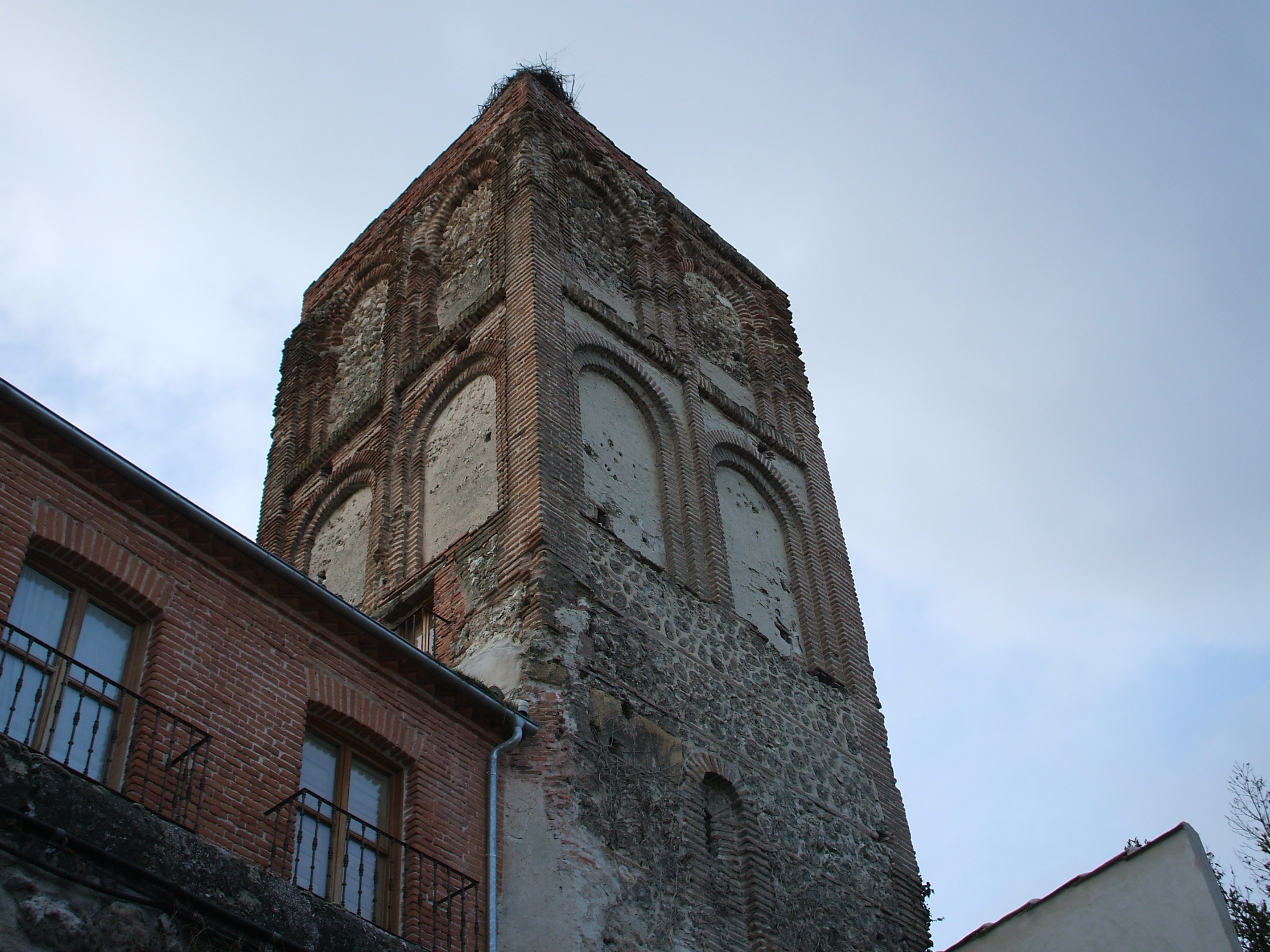
La torre en la actualidad

Ubicada en la localidad segoviana de Cuéllar, la iglesia fue construido en el siglo XIII en estilo mudéjar. Su advocación era Santa Marina. En el siglo XIX fue dibujada por el pintor Francisco Javier Parcerisa, y en ella fue enterrado el cronista Antonio de Herrera y Tordesillas. Fue desamortizada en el siglo XIX, y sus propietarios derribaron el conjunto a excepción de su torre, que se conserva en la actualidad, siendo la única de ladrillo que se conserva en Cuéllar.
En el año 2009 fue incluida en la Lista Roja de Patrimonio en peligro de Hispania Nostra.
Junto a ella se ubica la fuente de Santa Marina, de estilo gótico.